# Mosquée Grand Jamia
La mosquée Grand Jamia est une mosquée de la ville de Lahore au Pakistan dans la province du Pendjab.
Elle est l'une des plus grandes mosquées du monde avec une capacité d'accueil de 70 000 personnes.